# Burislev
Burislev var tillsammans med Kol en svensk tronpretendent. Tillsammans utmanade de Knut Eriksson om kungamakten i Sverige, och samregerade cirka 1167–1173.

## Biografi
Hans exakta härstamning är osäker: enligt en medeltida genealogi var Burislev och Kol söner till Sverker den äldres son Johan, men en notis i Valdemar Sejrs jordebok anger också att Sverker hade en son vid namn Burislev, och de båda har ibland ansetts vara en och samma person. Natanael Beckman satte också likhetstecken dem emellan och menade dessutom att både Burislev och Kol var söner till Sverker. Adolf Schück ansåg dock att motkungarna Burislev och Kol var söner till Johan.
Mycket lite i övrigt är känt om honom. Sitt namn fick han troligen efter sin anfader, den polske hertigen och kungen Burislev (Boleslav III); namnet var vanligt i Polen. Han omnämns visserligen i västgötalagen som Burisleph Konung tillsammans med Kol, men förekommer annars i betydligt färre medeltida kungalängder än denne. De båda försvinner ur historien 1173. Burislev har kallats kung men behärskade förmodligen bara Östergötland.